# دخمه‌های سنگی اسماعیل
دخمه‌های سنگی اسماعیل مربوط به هزاره ۱- دوره قاجار است و در ۱۸ کیلومتری شمال غربی اورمیه واقع شده و این اثر در تاریخ ۲۲ آبان ۱۳۶۲ با شمارهٔ ثبت ۱۶۵۲ به‌عنوان یکی از آثار ملی ایران به ثبت رسیده است.